# Leibniz-Gemeinschaft

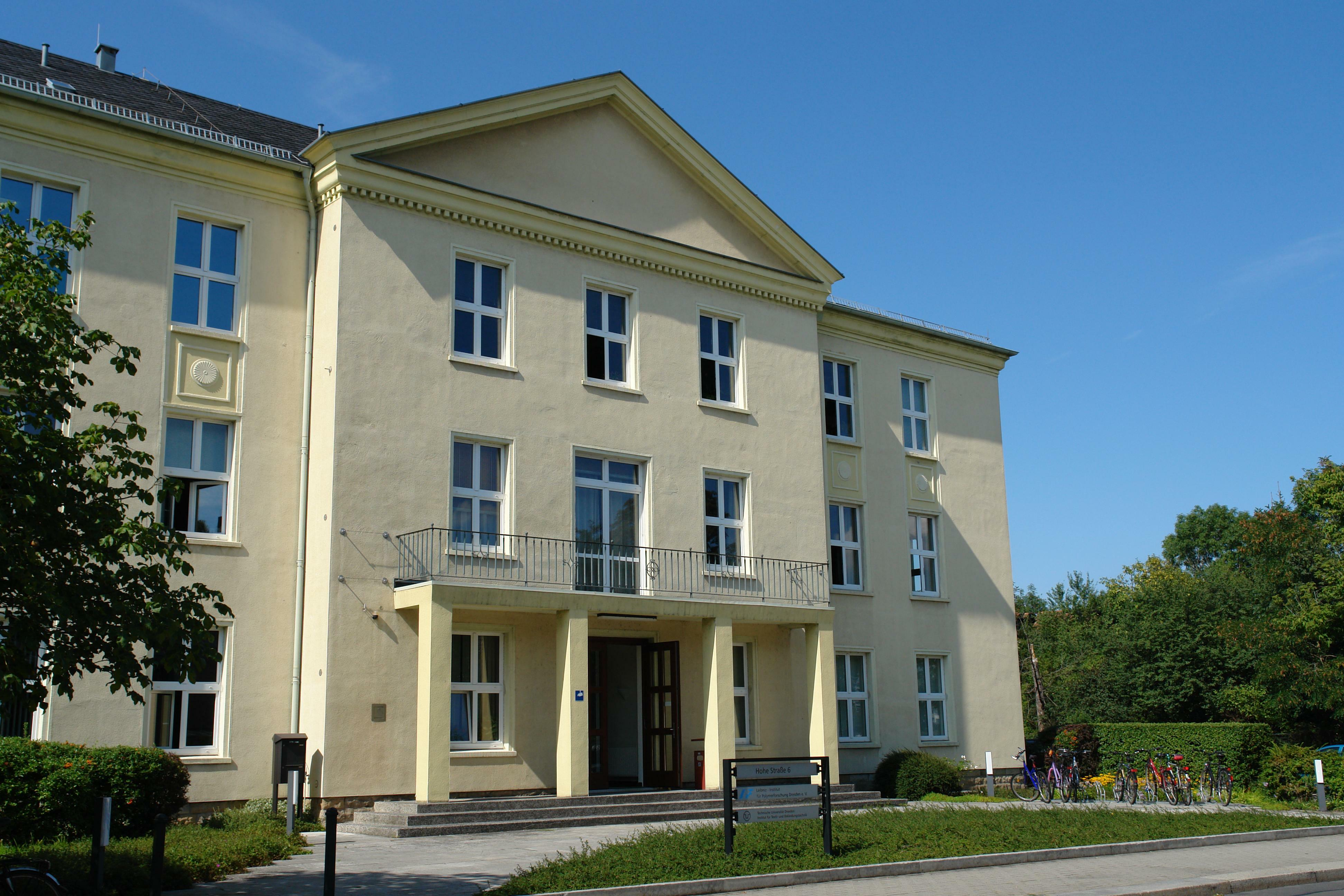
Fachada do Instituto Leibniz de Pesquisa de Polímeros (Leibniz-Institut für Polymerforschung), na cidade de Dresden.

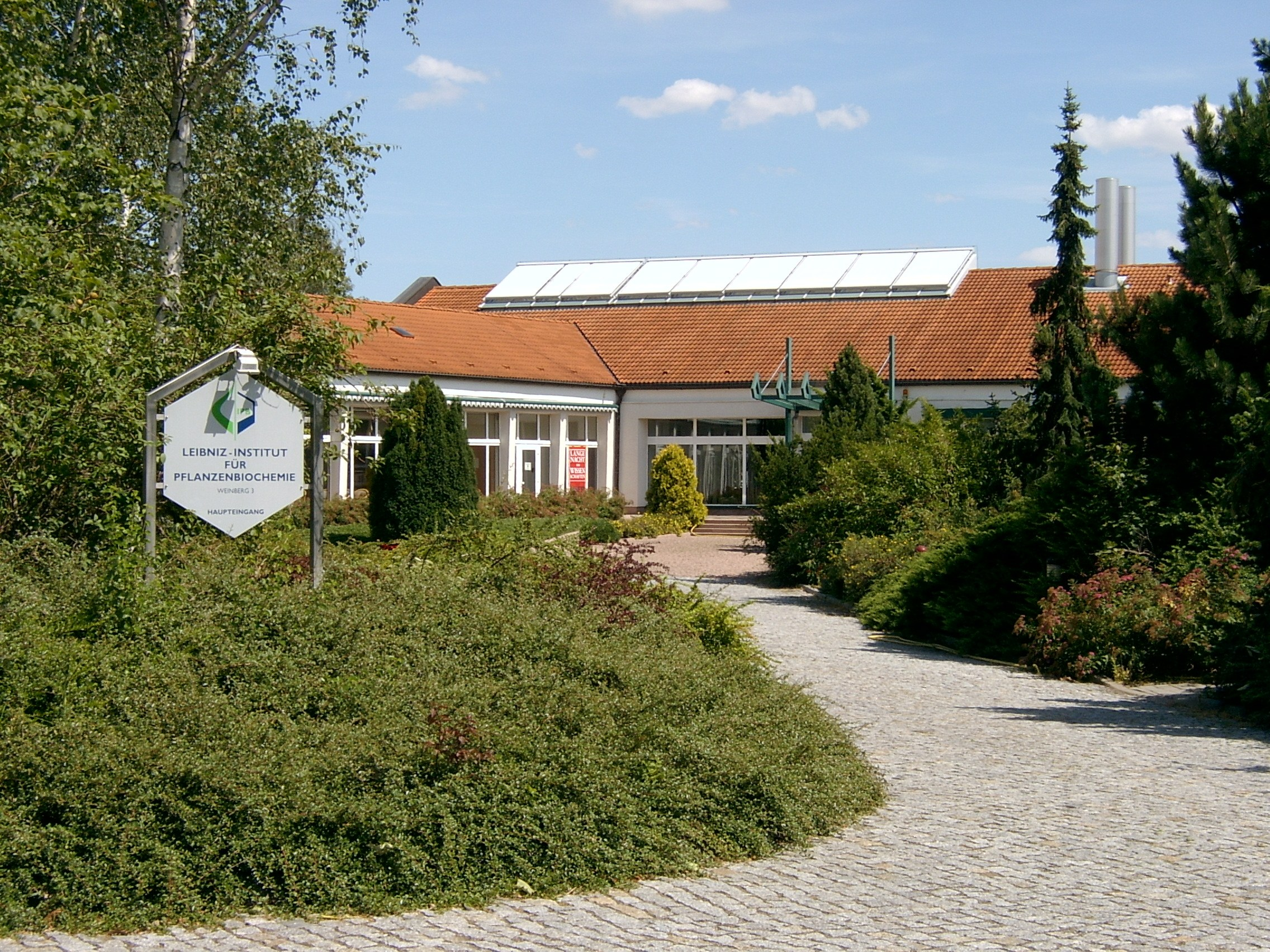
Entrada do Instituto Leibniz de Bioquímica de Plantas (Leibniz-Institut für Pflanzenbiochemie), na cidade de Halle an der Saale.

O Leibniz-Gemeinschaft (título completo em alemão: Wissenschaftsgemeinschaft Gottfried Wilhelm Leibniz; em português: Associação Leibniz) é uma união de institutos de pesquisa alemães de diversos ramos de estudo.
Pertencem ao Leibniz Gemeinschaft 86 (2012) instituições não-universitárias de pesquisa e dispositivo de serviço para a ciência. As áreas vão desde ciências naturais, engenharia e ecologia, a economia, ciências sociais, ciências espaciais e humanidades.
Os Institutos Leibniz trabalham de forma interdisciplinar, interligando a ciência básica e aplicada. Existem cooperações com universidades, indústrias e outros parceiros, em diferentes partes do mundo. O Instituto Leibniz emprega 16.000 pessoas e o orçamento de 2009 foi de € 1,3 bilhões.
Os Institutos Leibniz possuem sistema de financiamento diferente das universidades e de outras organizações não-universitárias de pesquisa, como o Instituto Max Planck ou o Instituto Fraunhofer.

## Seções

### A – Humanidades e História da Educação
| Nome                                                                               | Localidade        | Acrônimo |
| Deutsches Bergbau-Museum                                                           | Bochum            | DBM      |
| Deutsches Institut für Erwachsenenbildung                                          | Bona              | DIE      |
| Deutsches Institut für Internationale Pädagogische Forschung                       | Frankfurt am Main | DIPF     |
| Deutsches Museum                                                                   | Munique           | DM       |
| Deutsches Schiffahrtsmuseum                                                        | Bremerhaven       | DSM      |
| Georg-Eckert-Institut für internationale Schulbuchforschung                        | Brunsvique        | GEI      |
| Germanisches Nationalmuseum                                                        | Nuremberga        | GNM      |
| Herder-Institut                                                                    | Marburgo          | HI       |
| Institut für Deutsche Sprache                                                      | Mannheim          | IDS      |
| Institut für Zeitgeschichte                                                        | Munique           | IfZ      |
| Universität Kiel                                                                   | Kiel              | IPN      |
| IWF - Wissen und Medien gGmbH                                                      | Gotinga           | IWF      |
| Institut für Wissensmedien                                                         | Tubinga           | IWM      |
| Römisch-Germanisches Zentralmuseum, Forschungsinstitut für Vor- und Frühgeschichte | Mogúncia          | RGZM     |
| Zentrum für Psychologische Information und Dokumentation an der Universität Trier  | Trier             | ZPID     |
| Zentrum für Zeithistorische Forschung                                              | Potsdam           | ZZF      |
| Georg-Eckert-Institut für internationale Schulbuchforschung                        | Braunschweig      | GEI      |

### B – Ciências Econômicas, Sociais e da Terra
| Nome                                                             | Localidade            | Acrônimo |
| Akademie für Raumforschung und Landesplanung                     | Hanôver               | ARL      |
| Deutsches Institut für Wirtschaftsforschung                      | Berlim                | DIW      |
| Deutsches Forschungsinstitut für öffentliche Verwaltung          | Spira                 | FÖV      |
| Gesellschaft Sozialwissenschaftlicher Infrastruktureinrichtungen | Bona-Colônia-Mannheim | GESIS    |
| Leibniz-Institut für Globale und Regional Studien                | Hamburgo              | GIGA     |
| Hamburgisches Welt-Wirtschafts-Archiv                            | Hamburgo              | HWWA     |
| Leibniz-Institut für Agrarentwicklung in Mittel- und Osteuropa   | Halle an der Saale    | IAMO     |
| Leibniz-Institut für Länderkunde                                 | Leipzig               | IfL      |
| Ifo Institut für Wirtschaftsforschung                            | Munique               | ifo      |
| Institut für Weltwirtschaft an der Universität Kiel              | Kiel                  | IfW      |
| Leibniz-Institut für ökologische Raumentwicklung                 | Dresden               | IÖR      |
| Leibniz-Institut für Regionalentwicklung und Strukturplanung     | Erkner                | IRS      |
| Institut für Wirtschaftsforschung Halle                          | Halle an der Saale    | IWH      |
| Rheinisch-Westfälisches Institut für Wirtschaftsforschung        | Essen                 | RWI      |
| Sozio-oekonomisches Panel im DIW                                 | Berlim                | SOEP     |
| Wissenschaftszentrum Berlin für Sozialforschung                  | Berlim                | WZB      |
| Deutsche Zentralbibliothek für Wirtschaftswissenschaften         | Kiel                  | ZBW      |
| Zentrum für Europäische Wirtschaftsforschung                     | Mannheim              | ZEW      |

### C – Ciências Biológicas
| Nome | Localidade           | Acrônimo |
| Bernhard-Nocht-Institut für Tropenmedizin                                                                               | Hamburgo             | BNI      |
| Deutsches Diabetes-Zentrum - Leibniz-Zentrum für Diabetes-Forschung                                                     | Düsseldorf           | DDZ      |
| Deutsche Forschungsanstalt für Lebensmittelchemie                                                                       | Garching bei München | DFA      |
| Deutsches Institut für Ernährungsforschung                                                                              | Nuthetal             | DIfE     |
| Deutsches Primatenzentrum                                                                                               | Gotinga              | DPZ      |
| Deutsche Sammlung von Mikroorganismen und Zellkulturen                                                                  | Braunschweig         | DSMZ     |
| Forschungsinstitut für die Biologie landwirtschaftlicher Nutztiere                                                      | Dummerstorf          | FBN      |
| Senckenberg Gesellschaft für Naturforschung                                                                             | Frankfurt am Main    | SGN      |
| Leibniz-Institut für Altersforschung - Fritz-Lipmann-Institut                                                           | Jena                 | FLI      |
| Leibniz-Institut für Molekulare Pharmakologie                                                                           | Berlim               | FMP      |
| Forschungszentrum Borstel, Leibniz-Zentrum für Medizin und Biowissenschaften                                            | Borstel              | FZB      |
| Leibniz-Institut für Naturstoff-Forschung und Infektionsbiologie - Hans-Knöll-Institut                                  | Jena                 | HKI      |
| Heinrich-Pette-Institut für Experimentelle Virologie und Immunologie an der Universität Hamburg                         | Hamburgo             | HPI      |
| Institut für Arbeitsphysiologie an der Universität Dortmund                                                             | Dortmund             | IfADo    |
| Leibniz-Institut für Neurobiologie                                                                                      | Magdeburgo           | IfN      |
| Leibniz-Institut für Pflanzenbiochemie                                                                                  | Halle an der Saale   | IPB      |
| Leibniz-Institut für Pflanzengenetik und Kulturpflanzenforschung                                                        | Gatersleben          | IPK      |
| Leibniz-Institut für Zoo- und Wildtierforschung                                                                         | Berlim               | IZW      |
| Leibniz-Institut für Arterioskleroseforschung                                                                           | Münster              | LIFA     |
| Deutsche Zentralbibliothek für Medizin                                                                                  | Colônia              | ZBMed    |
| Zoologisches Forschungsinstitut und Museum Alexander Koenig, Leibniz-Institut für terrestrische Biodiversitätsforschung | Bona                 | ZFMK     |
| Institut für umweltmedizinische Forschung an der Heinrich-Heine-Universität Düsseldorf                                  | Dusseldórfia         | IUF      |

### D - Matematica, Ciências Naturais & Engenharia
| Nome                                                                                        | Localidade            | Acrônimo |
| Astrophysikalisches Institut Potsdam                                                        | Potsdam               | AIP      |
| Berliner Elektronenspeicherring-Gesellschaft für Synchrotronstrahlung                       | Berlim                | BESSY    |
| Ferdinand-Braun-Institut für Höchstfrequenztechnik                                          | Berlim                | FBH      |
| Fachinformationszentrum Chemie                                                              | Berlim                | FCH      |
| Fachinformationszentrum Karlsruhe, Gesellschaft für wissenschaftlich-technische Information | Karlsruhe             | FIZ KA   |
| Leibniz-Institut für Atmosphärenphysik an der Universität Rostock                           | Kühlungsborn          | IAP      |
| Internationales Begegnungs- und Forschungszentrum für Informatik                            | Wadern                | IBFI     |
| Leibniz-Institut für Festkörper- und Werkstoffforschung                                     | Dresden               | IFW      |
| Leibniz-Institut für innovative Mikroelektronik                                             | Frankfurt an der Oder | IHP      |
| Leibniz-Institut für Kristallzüchtung                                                       | Berlim                | IKZ      |
| Leibniz-Institut für Neue Materialien                                                       | Saarbrücken           | INM      |
| Leibniz-Institut für Plasmaforschung und Technologie                                        | Greifswald            | INP      |
| Leibniz-Institut für Oberflächenmodifizierung                                               | Leipzig               | IOM      |
| Leibniz-Institut für Polymerforschung                                                       | Dresden               | IPF      |
| Institute for Analytical Sciences                                                           | Dortmund              | ISAS     |
| Kiepenheuer-Institut für Sonnenphysik                                                       | Friburgo              | KIS      |
| Leibniz-Institut für Katalyse an der Universität Rostock                                    | Rostock               | LIKAT    |
| Max-Born-Institut für Nichtlineare Optik und Kurzzeitspektroskopie                          | Berlim                | MBI      |
| Mathematical Research Institute of Oberwolfach                                              | Oberwolfach           | MFO      |
| Paul-Drude-Institut für Festkörperelektronik                                                | Berlim                | PDI      |
| Technische Informationsbibliothek                                                           | Hanôver               | TIB      |
| Weierstraß-Institut für Angewandte Analysis und Stochastik                                  | Berlim                | WIAS     |

### E - Ciências Ambientais
| Nome                                                              | Localidade          | Acrônimo   |
| Leibniz-Institut für Agrartechnik                                 | Potsdam             | ATB        |
| Institut für Geowissenschaftliche Gemeinschaftsaufgaben           | Hanôver             | GGA        |
| Leibniz-Institut für Meereswissenschaften an der Universität Kiel | Kiel                | IFM-GEOMAR |
| Leibniz-Institut für Troposphärenforschung                        | Leipzig             | IfT        |
| Leibniz-Institut für Gewässerökologie und Binnenfischerei         | Berlim              | IGB        |
| Institut für Gemüse- und Zierpflanzenbau                          | Großbeeren & Erfurt | IGZ        |
| Leibniz-Institut für Ostseeforschung                              | Warnemünde          | IOW        |
| Instituto Potsdam de Pesquisas sobre o Impacto Climático          | Potsdam             | PIK        |
| Leibniz-Zentrum für Agrarlandschaftsforschung                     | Müncheberg          | ZALF       |